# Sampson Dweh
Sampson Kazorla Dweh Jr. (* 10. října 2001 Monrovia) je liberijský profesionální fotbalista, který hraje na pozici středního obránce za český klub FC Viktoria Plzeň a za liberijský národní tým.

## Klubová kariéra
Dweh v létě 2022 přišel z rodné Libérie do Vyškova, se kterým si zahrál druhou nejvyšší českou ligu. V dresu Vyškova debutoval 15. října 2022 při remíze s Příbramí, odehrál celé utkání a gólem přispěl k zisku bodu. V průběhu sezóny nastoupil dohromady do 9 ligových zápasů a postoupil s Vyškovem do baráže o postup do Fortuna:Ligy. V něm však Vyškov neuspěl proti Zlínu (po výsledcích 0:1 a 0:0).
V červenci 2023 posílil Dweh Viktorii Plzeň z druholigového Vyškova na roční hostování s opcí. Trenér Miroslav Koubek dopřál Dwehovi debut v české nejvyšší soutěži hned v 1. kole nové sezóny proti Teplicím, když v 36. minutě vystřídal zraněného Lukáše Hejdu. V průběhu podzimní části sezóny se stal stabilním členem základní sestavy Viktorie, pravidelně nastupoval také v evropských pohárech. V základní skupině byl jedním z nejdůležitějších hráčů, kteří dovedli Plzeň k postupu z prvního místa bez ztráty jediného bodu.
V červnu 2024 podepsal smlouvu s Viktorií Plzeň na trvalý přestup do roku 2027.

## Reprezentační kariéra
Dweh debutoval v liberijské reprezentaci v září 2021, když odehrál celé utkání kvalifikace na mistrovství světa proti Nigérii. V roce 2021 se stal nepostradatelným členem základní sestavy a 29. března 2022 poprvé vedl liberijský tým jako kapitán, a to v přátelském zápase proti Burundi.